# Tercera División RFEF 2021-22 (Grupo IV)
La temporada 2021-22 del Grupo IV de la Tercera División  RFEF de fútbol comenzó el 4 de septiembre de 2021 y finalizará el 1 de mayo de 2022. Posteriormente se disputará la promoción de ascenso entre el 8 y el 15 de mayo en su fase territorial, y el 22 de mayo en su fase nacional. Se trata de la primera edición bajo esta denominación tras la reestructuración de las categorías no profesionales por parte de la RFEF.

## Sistema de competición
Participan veinte clubes en un único grupo. Se enfrentan todos contra todos en dos ocasiones -una en campo propio y otra en campo contrario- durante un total de 38 jornadas. El orden de los encuentros se decide por sorteo antes de empezar la competición. La Federación de Fútbol del País Vasco es la responsable de designar las fechas de los partidos y los árbitros de cada encuentro, reservando al equipo local la potestad de fijar el horario exacto de cada encuentro.
Una vez finalizada la competición, el primer clasificado asciende directamente a Segunda División RFEF y se proclama campeón de Tercera RFEF.
Los clasificados entre el segundo y el quinto lugar disputan un Play Off territorial en formato de eliminatorias a partido único en sede neutral. En caso de empate el vencedor de la eliminatoria es el equipo mejor clasificado. El equipo vencedor de este Play Off se clasifica a la Promoción de ascenso a Segunda División RFEF que tiene carácter de final interterritorial.
Los últimos clasificados, por confirmar el número, descienden directamente a Divisiones Regionales. Hay que tener en cuenta que existe la obligación federativa de conformar la Tercera RFEF para la temporada siguiente, la 2022-2023, en un máximo de 16 equipos; por lo que el número de descensos en esta temporada será proporcional a las necesidades de la Territorial del País Vasco para ajustarse a ese número de equipos.
El sistema de competición y las consecuencias clasificatorias fueron aprobadas por la RFEF.

## Ascensos y descensos
Los equipos que mantuvieron la categoría en la última temporada de Tercera División participan en la primera edición de Tercera División RFEF. Las posiciones de descenso indicadas son las absolutas de grupo, no de subgrupos de permanencia.
| Pos. | Ascendidos a 2.ª División RFEF |
| ---- | ------------------------------ |
| 1.º  | Gernika Club                   |
| 2.º  | Real Sociedad "C"              |
| 3.º  | Sestao River                   |

| Pos. | Descendidos de 2.ª División B |
| ---- | ----------------------------- |
| 17.º | Club Portugalete              |
| 19.º | Deportivo Alavés "B"          |
| 20.º | Barakaldo C. F.               |
| 21.º | S. D. Leioa                   |

| Pos. | Ascendidos de División de Honor de Vizcaya |
| ---- | ------------------------------------------ |
| 1.º  | Uritarra K. T.                             |

| Pos.  | Ascendidos de División de Honor Regional de Guipúzcoa |
| ----- | ----------------------------------------------------- |
| 1.º A | Beti Gazte K. J. K. E.                                |

| Pos. | Ascendidos de Regional Preferente de Álava |
| ---- | ------------------------------------------ |
| 1.º  | Amurrio Club                               |

| Pos. | Descendidos a Divisiones Regionales |
| ---- | ----------------------------------- |
| 17.º | C. D. Santurtzi                     |
| 18.º | Balmaseda F. C.                     |
| 19.º | J. D. Somorrostro                   |
| 20.º | Sodupe U. C.                        |
| 21.º | C. D. Ariznabarra                   |
| 22.º | Urgatzi K. K.                       |

### Cambios de entrenadores
| Equipo | Entrenador (Jornadas) | Fecha de vacante | Tipo de salida | Posición en la tabla | Entrenador entrante | Fecha de nombramiento |
| ------ | --------------------- | ---------------- | -------------- | -------------------- | ------------------- | --------------------- |

## Participantes

### Información sobre los equipos participantes
| Equipo               | Localidad        | Estadio           | Capacidad |
| -------------------- | ---------------- | ----------------- | --------- |
| Deportivo Alavés "B" | Vitoria          | Ibaia             | 1300      |
| Amurrio Club         | Amurrio          | Basarte           | 3500      |
| C. D. Anaitasuna     | Azcoitia         | Txerloia          | 3000      |
| Aurrera KE           | Ondárroa         | Zaldupe           | 2500      |
| Barakaldo C. F.      | Baracaldo        | Lasesarre         | 7960      |
| C. D. Basconia       | Basauri          | Artunduaga        | 8500      |
| S. D. Beasáin        | Beasáin          | Loinaz            | 1000      |
| Beti Gazte KJKE      | Lesaca (Navarra) | Mastegi           | 500       |
| S. D. Deusto         | Deusto, Bilbao   | Etxezuri          | 1000      |
| S. C. D. Durango     | Durango          | Tabira            | 3000      |
| C. D. Lagun Onak     | Azpeitia         | Garmendipe        | 2500      |
| S. D. Leioa          | Lejona           | Sarriena          | 3741      |
| Pasaia KE            | Pasajes          | Jesús Mari Zamora | 2000      |
| Club Portugalete     | Portugalete      | La Florida        | 5000      |
| C. D. San Ignacio    | Adurza, Vitoria  | Adurtzabal        | 400       |
| Santutxu F. C.       | Santuchu, Bilbao | Maiona            | 4000      |
| Tolosa C. F.         | Tolosa           | Berazubi          | 3000      |
| Urdúliz FT           | Urdúliz          | Iparralde         | 300       |
| Uritarra KT          | Larrabezúa       | Errebale          |           |
| C. D. Vitoria        | Éibar            | Unbe              | 1000      |

| Alavés "B" Amurrio Anaitasuna Aurrera Barakaldo Beti Gazte San Ignacio Basconia Beasáin C. Durango Deusto Lagun Onak Leioa Pasaia Portugalete Santutxu Tolosa Urdúliz Uritarra Vitoria |

### Equipos por provincia
| N.º | Provincia | Equipos |
| --- | --------- | --- |
| 10  | Vizcaya   | Aurrera KE, Barakaldo C.F., C. D. Basconia, S. D. Deusto, S. C. D. Durango, S. D. Leioa, Club Portugalete, Santutxu F. C., Urdúliz FT y Uritarra KT. |
| 5   | Guipúzcoa | C. D. Anaitasuna, S. D. Beasáin, C. D. Lagún Onak, Pasaia KE, Tolosa C. F.                                                                           |
| 4   | Álava     | Deportivo Alavés "B", Amurrio Club, C. D. San Ignacio y C. D. Vitoria.                                                                               |
| 1   | Navarra   | Beti Gazte KJKE |

## Clasificación
| Pos. | Equipo                      | Pts. | PJ | G  | E  | P  | GF | GC | Dif. |                                                                      |
| ---- | --------------------------- | ---- | -- | -- | -- | -- | -- | -- | ---- | -------------------------------------------------------------------- |
| 1    | Deportivo Alaves "B" (A, C) | 76   | 38 | 21 | 13 | 4  | 72 | 30 | +42  | Ascenso a Segunda División RFEF                                      |
| 2    | S.D. Beasain                | 70   | 38 | 19 | 13 | 6  | 65 | 37 | +28  | Acceso a Promoción de Ascenso a Segunda División RFEF y Copa del Rey |
| 3    | Club Portugalete            | 70   | 38 | 19 | 13 | 6  | 60 | 33 | +27  | Acceso a Promoción de Ascenso a Segunda División RFEF                |
| 4    | Barakaldo C.F.              | 69   | 38 | 20 | 9  | 9  | 64 | 46 | +18  | Acceso a Promoción de Ascenso a Segunda División RFEF                |
| 5    | C.D. Basconia               | 65   | 38 | 18 | 11 | 9  | 44 | 32 | +12  | Acceso a Promoción de Ascenso a Segunda División RFEF                |
| 6    | C.D. Vitoria                | 59   | 38 | 16 | 11 | 11 | 55 | 49 | +6   |                                                                      |
| 7    | C.D. San Ignacio            | 58   | 38 | 17 | 7  | 14 | 56 | 48 | +8   |                                                                      |
| 8    | S.C.D. Durango              | 57   | 38 | 13 | 18 | 7  | 42 | 29 | +13  |                                                                      |
| 9    | S.D. Leioa                  | 56   | 38 | 15 | 11 | 12 | 55 | 38 | +17  |                                                                      |
| 10   | C.D. Anaitasuna             | 52   | 38 | 14 | 10 | 14 | 48 | 49 | −1   |                                                                      |
| 11   | C.D. Lagun Onak             | 51   | 38 | 13 | 12 | 13 | 42 | 44 | −2   |                                                                      |
| 12   | Pasaia K.E.                 | 50   | 38 | 13 | 11 | 14 | 36 | 43 | −7   |                                                                      |
| 13   | S.D. Deusto                 | 49   | 38 | 11 | 16 | 11 | 42 | 40 | +2   |                                                                      |
| 14   | Urduliz F.T.                | 45   | 38 | 12 | 9  | 17 | 39 | 57 | −18  |                                                                      |
| 15   | C.D. Aurrerá de Ondarroa    | 38   | 38 | 10 | 8  | 20 | 36 | 55 | −19  |                                                                      |
| 16   | Santuxtu F.C. (D)           | 38   | 38 | 8  | 14 | 16 | 42 | 60 | −18  | Descenso a Divisiones Regionales                                     |
| 17   | Uritarra K.T. (D)           | 38   | 38 | 10 | 8  | 20 | 38 | 52 | −14  | Descenso a Divisiones Regionales                                     |
| 18   | Amurrio Club (D)            | 37   | 38 | 8  | 13 | 17 | 39 | 45 | −6   | Descenso a Divisiones Regionales                                     |
| 19   | Beti Gazte K.J.K.E. (D)     | 26   | 38 | 6  | 8  | 24 | 34 | 80 | −46  | Descenso a Divisiones Regionales                                     |
| 20   | Tolosa C.F. (D)             | 26   | 38 | 7  | 5  | 26 | 43 | 87 | −44  | Descenso a Divisiones Regionales                                     |

Actualizado a los partidos jugados el 1 de mayo de 2022.
 Fuente: Resultados Fútbol

## Resultados
| Local \ Visitante        | ALV | AMU | ANA | AUO | BAR | BAS | BEA | BTG | CDU | DEU | LAG | LEI | PAS | POR | SIG | STX | TOL | URD | URI | VIT |
| ------------------------ | --- | --- | --- | --- | --- | --- | --- | --- | --- | --- | --- | --- | --- | --- | --- | --- | --- | --- | --- | --- |
| Deportivo Alaves "B"     | —   | 1–0 | 4–1 | 1–0 | 3–2 | 4–2 | 1–1 | 6–0 | 1–1 | 4–0 | 3–1 | 2–0 | 0–1 | 0–0 | 1–2 | 2–2 | 5–0 | 2–2 | 2–1 | 1–0 |
| Amurrio Club             | 1–1 | —   | 3–4 | 1–2 | 1–3 | 0–1 | 0–0 | 4–0 | 0–1 | 3–0 | 0–0 | 0–0 | 1–2 | 0–0 | 3–2 | 1–2 | 0–2 | 4–0 | 1–0 | 0–0 |
| C.D. Anaitasuna          | 0–0 | 1–1 | —   | 3–1 | 1–1 | 2–2 | 1–2 | 2–0 | 3–0 | 2–0 | 2–1 | 1–0 | 0–0 | 2–0 | 0–0 | 2–0 | 0–0 | 3–0 | 3–1 | 1–1 |
| C.D. Aurrerá de Ondarroa | 1–2 | 2–2 | 1–0 | —   | 0–0 | 2–0 | 1–4 | 3–1 | 0–0 | 1–2 | 0–1 | 1–4 | 0–1 | 0–3 | 1–0 | 4–1 | 3–0 | 1–2 | 2–0 | 0–2 |
| Barakaldo C.F.           | 1–2 | 3–2 | 2–2 | 1–0 | —   | 0–0 | 1–3 | 4–0 | 0–0 | 1–0 | 2–2 | 0–4 | 2–1 | 3–2 | 1–0 | 4–0 | 4–2 | 4–0 | 1–2 | 2–1 |
| C.D. Basconia            | 0–0 | 1–1 | 1–0 | 3–2 | 0–0 | —   | 1–1 | 3–0 | 0–1 | 1–1 | 3–1 | 1–1 | 3–0 | 0–1 | 3–1 | 1–0 | 2–2 | 0–2 | 1–0 | 1–2 |
| S.D. Beasain             | 3–1 | 2–0 | 4–0 | 3–0 | 0–1 | 0–1 | —   | 3–1 | 1–1 | 1–2 | 2–1 | 2–1 | 2–3 | 2–1 | 0–2 | 2–2 | 2–1 | 4–1 | 1–1 | 1–1 |
| Beti Gazte K.J.K.E.      | 1–2 | 0–1 | 1–4 | 1–1 | 0–1 | 1–0 | 0–0 | —   | 2–2 | 0–0 | 0–1 | 0–1 | 2–3 | 1–1 | 1–2 | 2–0 | 2–2 | 1–3 | 1–0 | 2–4 |
| S.C.D. Durango           | 0–0 | 1–0 | 3–0 | 1–1 | 1–2 | 0–1 | 1–1 | 2–0 | —   | 2–0 | 1–1 | 1–0 | 1–1 | 0–0 | 2–2 | 1–0 | 2–3 | 3–0 | 1–1 | 0–2 |
| S.D. Deusto              | 0–0 | 2–2 | 3–0 | 0–0 | 1–1 | 2–0 | 1–1 | 4–1 | 1–1 | —   | 0–0 | 2–0 | 0–1 | 2–2 | 0–1 | 1–1 | 3–1 | 2–1 | 2–0 | 2–4 |
| C.D. Lagun Onak          | 1–0 | 0–0 | 1–0 | 3–0 | 2–3 | 2–1 | 1–1 | 2–2 | 0–1 | 1–0 | —   | 1–0 | 1–2 | 1–1 | 2–1 | 2–2 | 2–1 | 1–0 | 2–1 | 1–1 |
| S.D. Leioa               | 0–1 | 3–0 | 0–1 | 3–0 | 1–0 | 1–2 | 3–3 | 4–0 | 0–0 | 2–2 | 2–0 | —   | 0–0 | 1–1 | 2–0 | 2–3 | 0–0 | 3–1 | 1–3 | 0–2 |
| Pasaia K.E.              | 2–2 | 0–1 | 0–3 | 0–0 | 0–0 | 0–1 | 1–0 | 2–0 | 0–2 | 0–0 | 1–1 | 2–3 | —   | 0–1 | 1–3 | 2–2 | 1–0 | 1–2 | 0–2 | 0–1 |
| Club Portugalete         | 1–1 | 1–0 | 2–1 | 2–1 | 1–0 | 0–0 | 0–2 | 4–0 | 1–0 | 1–1 | 2–1 | 2–3 | 3–1 | —   | 3–0 | 2–1 | 6–0 | 2–1 | 0–1 | 2–0 |
| C.D. San Ignacio         | 0–3 | 3–0 | 3–1 | 3–0 | 2–1 | 0–2 | 0–0 | 3–1 | 1–1 | 2–0 | 2–1 | 2–2 | 1–2 | 2–3 | —   | 1–0 | 3–1 | 1–2 | 1–0 | 4–0 |
| Santuxtu F.C.            | 0–3 | 1–1 | 1–1 | 1–0 | 1–2 | 0–1 | 0–2 | 0–1 | 1–1 | 0–0 | 2–0 | 1–3 | 0–0 | 3–3 | 1–1 | —   | 2–3 | 0–0 | 1–0 | 2–3 |
| Tolosa C.F.              | 0–3 | 1–4 | 2–0 | 0–2 | 2–3 | 1–2 | 1–2 | 1–4 | 2–0 | 0–3 | 2–3 | 0–3 | 0–1 | 0–3 | 2–1 | 3–4 | —   | 1–2 | 1–3 | 3–2 |
| Urduliz F.T.             | 2–2 | 2–1 | 1–0 | 3–0 | 1–2 | 0–1 | 0–2 | 1–1 | 0–3 | 0–0 | 1–0 | 0–0 | 0–0 | 0–1 | 1–3 | 2–3 | 1–1 | —   | 1–0 | 1–2 |
| Uritarra K.T.            | 1–2 | 1–0 | 2–1 | 1–3 | 2–3 | 1–1 | 2–3 | 1–4 | 1–1 | 1–3 | 2–1 | 0–1 | 2–1 | 1–1 | 1–1 | 1–1 | 1–0 | 0–1 | —   | 1–1 |
| C.D. Vitoria             | 1–4 | 0–0 | 5–0 | 0–0 | 4–3 | 0–2 | 0–2 | 3–0 | 0–3 | 1–0 | 0–0 | 1–1 | 1–3 | 1–1 | 3–1 | 0–1 | 3–2 | 2–2 | 1–0 | —   |

### Máximos goleadores
| Pos. | Jugador             | Equipo               | Goles |
| ---- | ------------------- | -------------------- | ----- |
| 1.º  | Íñigo               | C.D. Vitoria         | 21    |
| 2.º  | David Nates         | Barakaldo C.F.       | 17    |
| 3.º  | Maroan Sannadi      | C.D. San Ignacio     | 16    |
| 4.º  | Abderrahman Rebbach | Deportivo Alaves "B" | 16    |
| 5.º  | Mikel Orbegozo      | S.D. Beasáin         | 13    |

## Play Off de Ascenso a Segunda División RFEF
En caso de empate a la conclusión de los 90 minutos, de conformidad con la disposición quinta de las presentes bases de competición, se disputará una prórroga de dos partes de 15 minutos cada una y, si prosiguiese el empate al término de la misma, se proclamará vencedor al equipo que hubiese obtenido mejor posición en la fase regular.
Equipos clasificados
- 4 equipos

| Pos. | Grupo IV         |
| ---- | ---------------- |
| 2.°  | S. D. Beasáin    |
| 3.°  | Club Portugalete |
| 4.°  | Barakaldo C. F.  |
| 5.°  | C. D. Basconia   |

|  | Semifinales                         | Semifinales                         |                  |               | Final              | Final              |  |
|  | 7 de mayo de 2022 8 de mayo de 2022 | 7 de mayo de 2022 8 de mayo de 2022 |                  |               | 15 de mayo de 2022 | 15 de mayo de 2022 |  |
|  |                                     |                                     |                  |               |                    |                    |  |
|  |                                     |                                     |                  |               |                    |                    |  |
|  | S. D. Beasain                       | 3                                   |                  |               |                    |                    |  |
|  | S. D. Beasain                       | 3                                   |                  |               |                    |                    |  |
|  | C. D. Basconia                      | 0                                   |                  |               |                    |                    |  |
|  | C. D. Basconia                      | 0                                   |                  | S. D. Beasain | 2                  |                    |  |
|  |                                     |                                     |                  | S. D. Beasain | 2                  |                    |  |
|  |                                     |                                     | Club Portugalete | 1             |                    |                    |  |
|  | Club Portugalete (t. s.)            | 0                                   | Club Portugalete | 1             |                    |                    |  |
|  | Club Portugalete (t. s.)            | 0                                   |                  |               |                    |                    |  |
|  | Barakaldo C. F.                     | 0                                   |                  |               |                    |                    |  |
|  | Barakaldo C. F.                     | 0                                   |                  |               |                    |                    |  |
|  |                                     |                                     |                  |               |                    |                    |  |

## Clasificado a la Copa del Rey
| Bandera del País Vasco |
| S.D. Beasáin           |
| 2.º Grupo              |

Nota: Hay posibilidad de que el subcampeón u otro clasificado posterior se clasifique a la Copa del Rey siempre que no sea un equipo filial.